# موسم حرائق الغابات في ولايات الغرب الأمريكية 2020

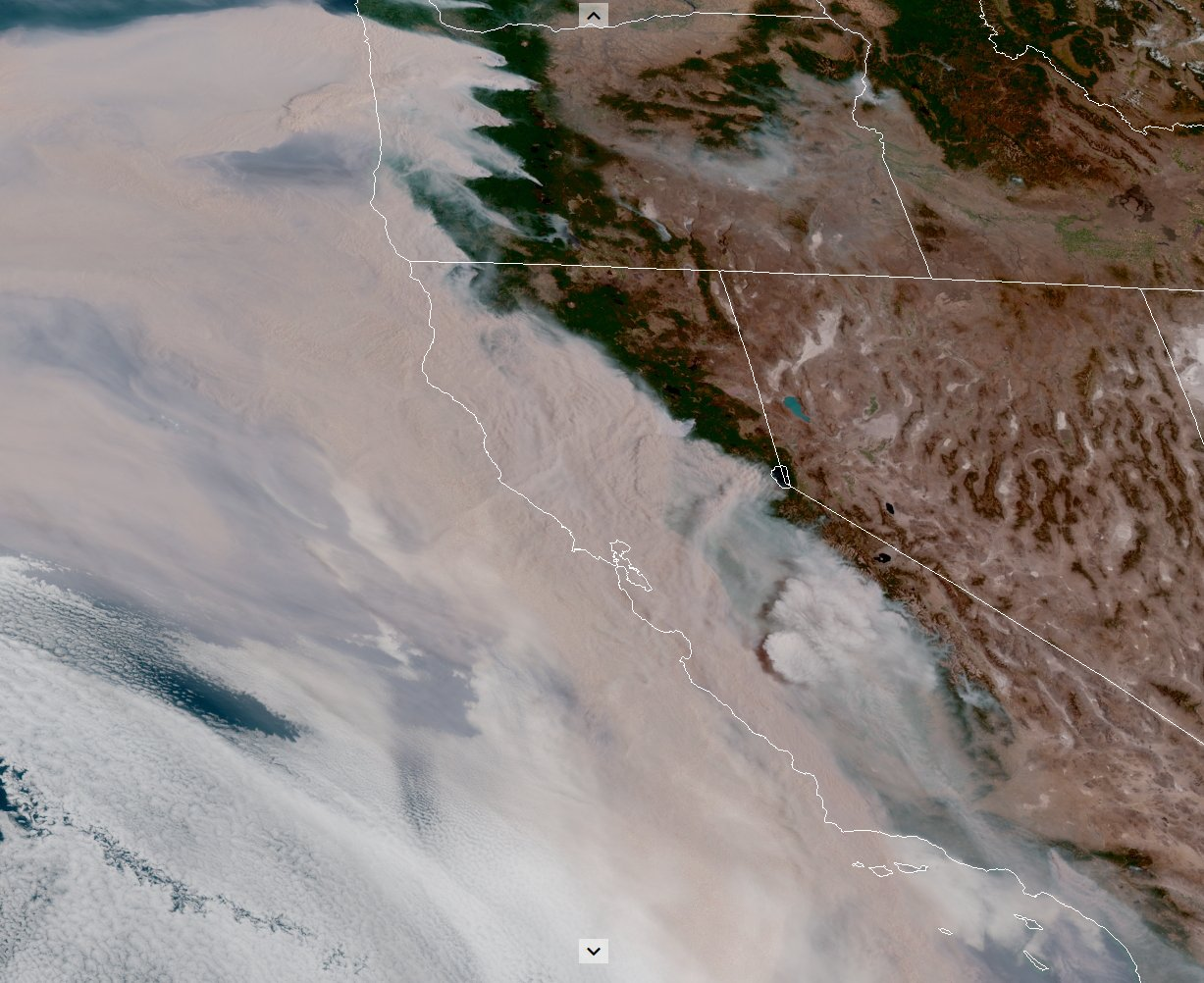
صورة أقمار صناعية لدخان حرائق الغابات المشتعلة في ولايتي كاليفورنيا وأوريغون في 9 سبتمبر 2020.

شهدت ولايات الغرب الأمريكية في عام 2020 سلسلة من حرائق الغابات الكبرى. أشعلت العواصف الرعدية الشديدة في أغسطس حرائق غابات عديدة في جميع أنحاء كاليفورنيا وأوريغون وواشنطن، تلاها في أوائل سبتمبر اشتعالات إضافية عبر الساحل الغربي. أججت الرياح العاتية والعاصفة الحرائق وغذتها الأراضي الحارة والجافة، ما أدى إلى انفجار العديد منها وتحولها إلى حرائق ضخمة حطمت الرقم القياسي، وأدت حرق أكثر من 10.2 مليون فدان (41,000 كيلومتر مربع) من الأراضي، وحشد عشرات الآلاف من رجال الإطفاء، وتدمير عشرة آلاف مبنى، وقتل 37 شخصًا على الأقل. تسببت الحرائق في أضرار تجاوزت قيمتها 19.884 مليار دولار (الدولار الأمريكي لعام 2020)، شملت 16.5 مليار دولار قيمة أضرار الممتلكات، و3.384 مليار دولار تكاليف إخماد الحرائق. ساهم تغير المناخ والممارسات السيئة لإدارة الغابات في شدة حرائق الغابات.

## الجدول الزمني للأحداث

### الإشعال الأولي والظروف الجوية

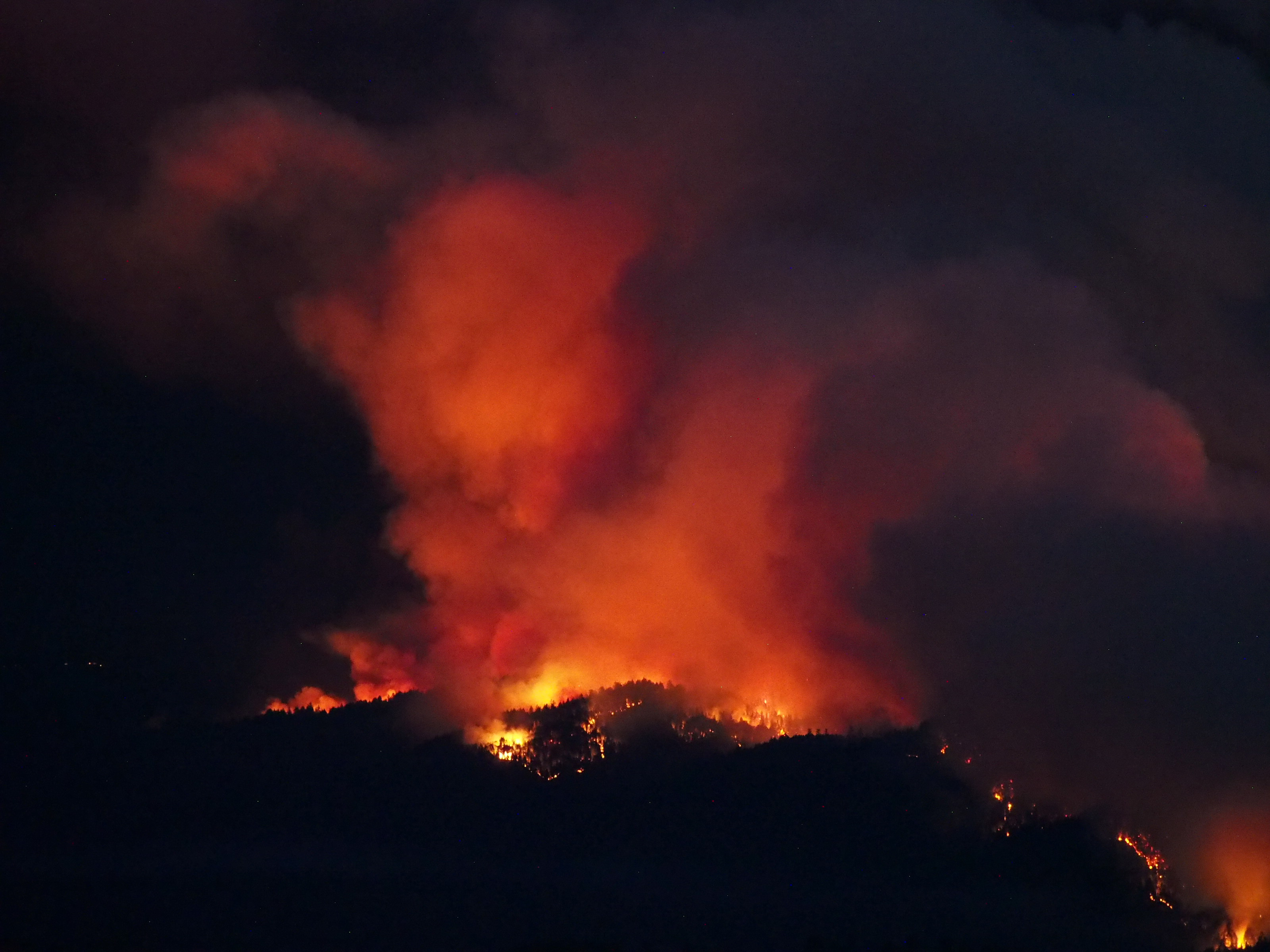
اندلعت حرائق البرق المعقدة سي زي يو (وحدة سان ماتيو - سانتا كروز) بسبب البرق في منتصف أغسطس.

شهد أبريل بداية حرائق الغابات في الساحل الغربي، إذ شهدت واشنطن حريقين: حريق ستانوود براينت في مقاطعة سنوهوميش (70 فدانًا (28 هكتارًا)) وحريق بورتر كريك في مقاطعة واتكوم (80 فدانًا (32 هكتارًا)). أعلنت إدارة الغابات في ولاية أوريغون بدء موسم الحرائق في 5 يوليو 2020، مشيرةً إلى انتهاء حرق الحطام غير المنظم في الهواء الطلق، الذي يعد سبب رئيسي لحرائق الغابات.
بين 16 و30 يوليو، أصدرت وزارة الموارد الطبيعية بولاية واشنطن (دي إن آر) والعديد من حكومات المقاطعات -بما فيها مقاطعات ماسون، وثورستون، وكينغ، وبيرس وواتكوم- حظرًا للحرائق للسلامة من الحرائق بسبب ارتفاع مخاطر الحرائق غير المحكومة. في أواخر شهر يوليو، أدى حريق أجمات في مقاطعة شيلان، حريق كولوكوم، إلى حرق ما لا يقل عن 3,337 فدانًا (1,350 هكتارًا) وتسبب في إخلاء المنازل. وأحرق حريق في محمية كولفيل بالقرب من نيسبيليم، يسمى حريق غرين هاوس، ما لا يقل عن 5,146 فدانًا (2083 هكتارًا) وتسبب في إخلاء مرفق كولفيل للإصلاحيات القبلية وغيرها من المؤسسات.
تعرض شمال كاليفورنيا بين 14 و16 أغسطس لدرجات حرارة دافئة قياسية، بسبب الضغط المرتفع القوي الشاذ فوق المنطقة. وفي وقت مبكر من 15 أغسطس، أصدرت دائرة الأرصاد الجوية الوطنية في سان فرانسيسكو ترقب طقس الحرائق الذي يشير إلى خطر اندلاع حرائق الغابات بسبب مجموعة من مخاطر البرق بسبب الهواء الرطب وغير المستقر في الجو، والوقود الجاف، ودرجات الحرارة المرتفعة بالقرب من السطح. لاحقًا في ذلك اليوم، حُدّث ترقب طقس الحرائق إلى تحذير العلم الأحمر، مشيرًا إلى خطر البرق الغزير الواضح فعلًا مع تحرك العواصف نحو المنطقة من الجنوب.
في منتصف أغسطس، تفاعلت بقايا العاصفة الاستوائية فاوستو مع التيار النفاث، ما أدى إلى تحرك عمود كبير من الهواء الرطب شمالًا باتجاه الساحل الغربي للولايات المتحدة، الذي نتج عنه حصار هائل من العواصف الرعدية في شمال كاليفورنيا، وتهيئة الظروف لحرائق الغابات في أماكن أخرى. تدفق هذا العمود من مسافة تصل حتى 1,000 ميل (1,609 كم) قبالة ساحل شبه جزيرة باخا إلى شمال كاليفورنيا بسبب أنماط الرياح غير الطبيعية. ثم تفاعلت هذه الرطوبة مع حافة ضغط مرتفع واقعة فوق ولاية نيفادا والتي كانت تجلب موجة حرارية طويلة المسار إلى معظم كاليفورنيا والغرب. تسببت أنظمة الطقس المتصادمة بعد ذلك في عدم استقرار مفرط في الغلاف الجوي أدى إلى حدوث عواصف رعدية هائلة في معظم أنحاء شمال ووسط كاليفورنيا. شهدت أماكن متعددة أيضًا «انفجارات حرارية» على غرار الغرب الأوسط؛ إذ أدى الانهيار السريع للعواصف الرعدية الصاعدة في هبوط الحلقات الجوية المرتفعة إلى السطح وتسخينها حتى مستويات قصوى، فارتفعت درجة الحرارة في أحد المواقع بالقرب من قاعدة ترافيس الجوية من نحو 80 حتى 100 درجة فهرنهايت (27 إلى 38 درجة مئوية) في نحو ساعة حتى ساعتين. بالإضافة إلى ذلك، كانت الكثير من هذه العواصف مصحوبةً ببرق جاف فقط وأنتجت القليل من الأمطار أو لم تمطر، ما جعل الظروف مواتية للغاية لنشوب حرائق الغابات وانتشارها بسرعة.
أعلن الحاكمان كيت براون وجاي إنسلي حالة الطوارئ نتيجةً للحرائق، في 19 أغسطس، في ولايتي أوريغون وواشنطن على التوالي.

## الأسباب

### سياسة الحرائق
كانت حرائق كاليفورنيا، قبل تطوير سياسة الحرق، تحرق بانتظام مساحات أكبر بكثير مما أحرقت في التاريخ الحديث. أخمدت حرائق الغابات بحزم في القرن الماضي، ما أدى إلى تراكم الوقود، وبالتالي زاد من مخاطر اندلاع حرائق كبيرة لا يمكن السيطرة عليها. يوجد إجماع علمي واسع على أنه يجب إشعال المزيد من الحرائق المحكومة في غابات كاليفورنيا لتقليل مخاطر الحرائق. تعيق نماذج مقاضاة حرائق الغابات، التي تعرض حرائق الغابات في قضايا المحاكم كنتيجة لأحداث الإشعال المهملة مستبعدةً الظروف الأساسية للغابات، الحرق المحكوم. ألقى تحقيق أجرته شركة بروبابليكا في عام 2020 باللوم على ثقافة إدارة الإطفاء كال فاير، وجشع مقاولي إخماد الحرائق، وتجنب دائرة الغابات الأمريكية المخاطرة ومنع حدوث حرائق محكومة مناسبة.

### تغير المناخ
أدى تغير المناخ إلى زيادة موجات الحرارة وخطر الجفاف في كاليفورنيا، ما خلق ظروفًا ملائمة لحرائق الغابات الأكثر تواترًا وشدة. لوحظ أنه منذ أوائل السبعينيات، ارتفعت درجات الحرارة في أيام الموسم الدافئ في كاليفورنيا بمقدار 1.4 درجة مئوية تقريبًا. أدى هذا إلى زيادة نقص ضغط البخار الجوي بشكل كبير، وهو الفرق بين محتوى الرطوبة الفعلي والحد الأقصى عند درجة حرارة معينة. تتوافق الاتجاهات التي تحاكيها النماذج المناخية مع الاتجاهات التي يسببها الإنسان. تتفاعل منطقة حرائق الغابات الصيفية مع نقص ضغط البخار باطراد، أي يتزايد تأثير الاحترار بشكل كبير.
يلخص ديفيد رومبس، مدير مركز بيركلي لعلوم الغلاف الجوي، الوضع كالتالي: «للدخول بصلب الموضوع: هل تأثرت موجة الحرارة والصواعق وجفاف الغطاء النباتي بالاحترار العالمي؟ نعم بالتأكيد. هل زادت درجة الحرارة بشكل ملحوظ؟ هل أصبحت أعلى وأكثر جفافًا بسبب الاحتباس الحراري؟ نعم، على الأرجح نعم، ونعم». وبالمثل، صرح فريدريك أوتو، القائم بأعمال مدير معهد التغيير البيئي بجامعة أكسفورد، «لا شك على الإطلاق في أن درجات الحرارة المرتفعة للغاية تعد أعلى مما كانت ستكون عليه لولا تغير المناخ الذي تسبب به الإنسان. وهناك مجموعة ضخمة من مؤلفات المساهمة في التغير المناخي الأخير توضح أن تغير المناخ يعتبر مغير مطلق لقواعد اللعبة عندما يتعلق الأمر بموجات الحرارة، وكاليفورنيا لن تكون استثناءً.» وتقول سوزان كلارك، مديرة مبادرة الاستدامة في جامعة بوفالو، «هذا هو تغير المناخ. هذه الزيادة في كثافة وتواتر درجات الحرارة وموجات الحرارة هي جزء من التوقعات للمستقبل. [...] سيكون هناك المزيد من الاعتلالات والوفيات [بسبب الحرارة.] وسيكون هناك المزيد من التطرف.»